# Jean Plumancy
Jean Plumancy, parfois nommé Jean-Baptiste Plumancy, né le 14 septembre 1788 à Périgueux et mort le 29 février 1860 à Paris, est un chef de bataillon et sous-intendant français.
Dès la fin de ses études à l'École spéciale militaire de Fontainebleau, il part sur le front des guerres napoléoniennes. Il monte rapidement les échelons, finissant au grade de chef de bataillon et sous-intendant militaire du 9e régiment d'infanterie en 1821. Après dix-huit années de service, il reçoit plusieurs distinctions et son nom est donné à titre posthume à une place de Périgueux, sa ville natale.

## Biographie

### Jeunesse et études
Issu d'une famille modeste sans grand patrimoine, Jean Plumancy, ou Jean-Baptiste Plumancy, naît le 14 septembre 1788 à Périgueux, fils de Pierre Plumancy et Françoise Lacau. Il est baptisé le jour de sa naissance, avec un autre Jean Plumancy pour parrain, et Marie Roussarie pour marraine.
Il quitte Périgueux pour aller faire ses études à l'École spéciale militaire de Fontainebleau, où il entre le 25 novembre 1806.

### Carrière militaire
Jean Plumancy fait partie des nombreux jeunes de Périgueux à être mobilisés pour les guerres napoléoniennes. Au cours de sa formation à l'école spéciale militaire , il passe au grade de caporal (5 mars 1807), puis à celui de sergent (22 avril 1807). À la sortie de l'école, il devient sous-lieutenant du 5e régiment d'infanterie de ligne (28 avril 1807), puis lieutenant (15 octobre 1809) pour ses faits d'armes lors de la campagne de Dalmatie. En 1809, il se bat contre les révolutionnaires tyroliens. Il est promu au rang de lieutenant-officier payeur le 13 novembre 1810.
En 1811, il est franc-maçon et adhérent à la loge « La Double Union » de Toulon.
| Uniforme bleu d'apparat d'un chef de bataillon de l'armée napoléonienne.           |  | Uniforme bleu d'apparat d'un chef de bataillon de l'armée napoléonienne. |
| Uniformes de chef de bataillon dans les régiments d'infanterie de la Grande Armée. |  |                                                                          |

Il part ensuite se battre en Catalogne entre 1811 et 1813, lors d'une campagne à la suite de laquelle seront créés les départements français en Espagne. Alors âgé de 24 ans, Jean Plumancy entre dans l'état-major de la 41e légion de la Haute-Loire, le 10 juillet 1813, après avoir été promu au poste de capitaine le 14 juin,. Il intègre le 9e régiment d'infanterie légère. En 1814, il participe à la campagne de France, près de la ville de Lyon et seconde le général Louis Ordonneau en tant qu'aide de camp à partir du 25 janvier. Jean Plumancy se distingue particulièrement aux batailles de Meximieux, Lons-le-Saunier et Mâcon, respectivement les 18 février, 28 février et 11 mars 1814. Il repart dans la légion de la Haute-Loire le 17 juillet 1816. Jean Plumancy est ensuite capitaine-trésorier du 5e régiment d'infanterie, après sa nomination du 13 mai 1818, puis, le 28 novembre 1821, il est promu au rang de chef de bataillon et sous-intendant de 1re classe,,.
Le 20 août 1823, Jean Plumancy est fait chevalier de l'ordre royal et militaire de Saint-Louis, puis chevalier de la Légion d'honneur le 23 mai 1825,,. À 36 ans, ses états de service sont dressés le 10 juin 1825. Il n'a jamais été blessé pendant ses 18 années de service, alors que la plupart des conscrits périgourdins sont morts sur le champ de bataille et le peu d'hommes qui sont revenus sont rentrés blessés à vie.

### Retraite
Le 30 avril 1836, il est promu au rang d'officier de la Légion d'honneur.
À partir de 1840, Jean Plumancy correspond plusieurs fois avec le maréchal Bugeaud. Alors qu'il vient de sortir victorieux de la bataille d'Isly, le dernier affrontement de la guerre franco-marocaine, le maréchal lui répond depuis Alger, le 11 septembre 1844 : « Mon cher Plumancy, je vous remercie de vos souhaits et de vos félicitations. Le ciel exaucera les uns, et je puiserai dans les autres de nouvelles forces pour continuer à servir mon pays en Afrique ».
Entre 1857 et 1860, il reçoit la médaille de Sainte-Hélène.
Jean Plumancy ne se marie pas, et passe les dernières années de sa vie au 5 rue de Martignac à Paris.

### Mort et postérité

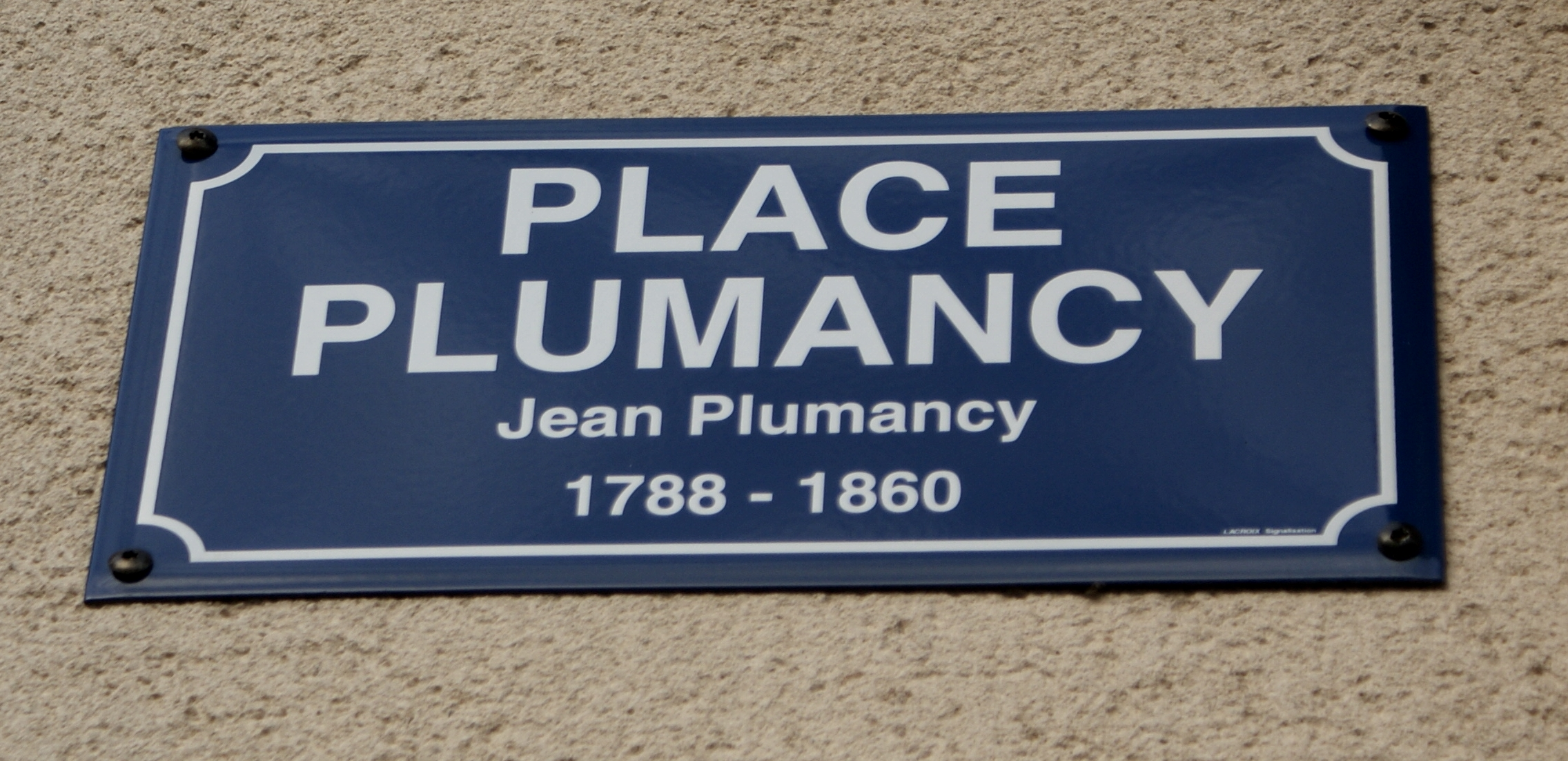
Plaque de la place Plumancy.

Alors âgé de 71 ans, il meurt le 29 février 1860 au 42 rue Barbet-de-Jouy, dans le 7e arrondissement de Paris,. Il est enterré au cimetière du Montparnasse, dans la première ligne de la division no 14,.
Jean Plumancy indique dans son testament daté du 25 septembre 1859 qu'il confie sa fortune à Périgueux, sa ville natale, estimée entre 150 000 et 200 000 francs. Cent volumes de sa bibliothèque personnelle reviennent également à la ville. Après protestation des héritiers (notamment sa cousine germaine) et accord de la mairie, le legs est validé officiellement par décret impérial le 2 mars 1861.
Avec le soutien financier de la ville de Périgueux, l'architecte Pierre-Louis Renaud fait élever le tombeau de Jean Plumancy. Un de ses dessins de la pierre tombale est aujourd'hui conservé au musée d'art et d'archéologie du Périgord.
En guise de reconnaissance, la mairie donne également son nom en 1866 à une place de Périgueux, auparavant dénommée « place ronde Saint-Martin »,.

## Décorations
- Chevalier de l'ordre royal et militaire de Saint-Louis (décret du 20 août 1823)[6]
- Chevalier de la Légion d'honneur (décret du 23 mai 1825)[2]
- Officier de la Légion d'honneur (décret du 30 avril 1836)[10]
- Médaille de Sainte-Hélène (entre 1857 et 1860)[N 1],[6]